# Косино (платформа)
Косино́ — остановочный пункт Казанского / Рязанского направления Московской железной дороги на юго-востоке Москвы, за МКАД. Находится на границе районов Косино-Ухтомский и Выхино-Жулебино.

## Общие сведения
Открыт в 1894 году, назван по селу Косино, известному с XIV века. Использовался жителями дачного посёлка.
2 января 1932 года на станции столкнулись два пригородных поезда, погибли 68 человек.
В 2005 году была проведена реконструкция, в ходе которой были установлены зелёные полупрозрачные навесы, платформа выложена плиткой, заменены все строения. Оборудован турникетами. В сентябре 2008 года была построена третья платформа, на которой останавливались экспрессы «Спутник» Москва — Раменское. C 12 сентября 2016 года остановка всех «Спутников» отменена, назначена остановка на платформе Отдых, в связи с открытием аэропорта в Жуковском.
Планируется организация крупного транспортно-пересадочного узла.

## Пересадка

### Метро
В 100 метрах находится станция метро «Косино» Некрасовской линии.
В 400 метрах на юго-восток от платформы находится станция метро «Лермонтовский проспект» Таганско-Краснопресненской линии.

### Городской общественный транспорт
На этой станции можно пересесть на следующие маршруты городского пассажирского транспорта:
- Автобусы: 177, с613, 669, 722, 723, 747, 773, 787

### Областнойобщественный транспорт
- Автобусы: 323, 346, 352, 373, 463
- Маршрутные такси: 50к, 373к, 393к, 546к